# Frederiksberg Criterium
Frederiksberg Criterium er et dansk criterium i landevejscykling, der blev kørt første gang i august 2025 omkring Frederiksberg Have med start og mål på Frederiksberg Allé ud for Frederiksberg Ældre Kirkegård. Der bliver kørt løb for dame- og herrereliten, og der bliver ikke kørt om point til forskellige ranglister, da det er et privat og kommercielt foretagende, hvor kun inviterede ryttere og hold vil deltage. Jens Veggerby er løbets arrangør.

## Vindere af elitedamer
| År   | Vinder            | Toer                | Treer                  |
| ---- | ----------------- | ------------------- | ---------------------- |
| 2025 | Amalie Dideriksen | Caroline Kirk Schad | Emilie Adelheid Olesen |

## Vindere af eliteherrer
| År   | Vinder          | Toer                  | Treer       |
| ---- | --------------- | --------------------- | ----------- |
| 2025 | Julius Johansen | Tobias Aagaard Hansen | Mads Landbo |